# オイルフェンス

オイルフェンス

オイルフェンス

オイルフェンス(oil fence)とは、石油類などが事故等によって河川、湖沼、海などの水面上に漏洩・流出した場合にその拡散を防止する目的で水域に展張する浮体。ブーム(boom)とも呼ばれる。
浮沈式オイルフェンス等の特殊なものを除き、異なるメーカーのオイルフェンスでも接続して使用できるよう規格化されており、日本の規格ではA型とB型がある。

## 種類
- 可搬式
  - 固形式（枕型）
浮体としてウレタンや発泡スチロールなどの固形物を使用するもの（浮体部分が横配列）[2][3]。
浮体そのものが固形であり損傷を受けても浮力を維持できる、展張が容易といった長所があるが、収納容積が大きくなるという欠点がある[3]。
  - 充気式
本体に気室（浮子室）を設けボンベまたはブロワー（送風機）によって窒素または空気を充気して用いるもの[2][3]。
重量や収納容積を軽減でき大型のものにも用いられるが、気室が損傷すると浮力を失うことがあるという欠点がある[3]。
  - 衝立式
海面上と下部が一体の防油壁となっており浮体部分が縦配列になっているもの[3]。
固形式（枕型）と比較して容積を小さくすることができるが、風や波、潮流の影響を受けやすいという欠点がある[3]。
- 浮沈式
あらかじめ一定の水面下に沈設しておきタンカーの荷役時など必要時に空気を注入させて水面に浮上させて用いるもの[2]。

## 展張

### 展張の形状
- 直線展張
風や潮流の方向が一定である場合に、油を待ち受けたり陸岸に誘導するように直線状に展張する基本的な展張方法[3]。
- 包囲展開
油の流出源など発生源を包囲して拡散を防止する展張方法[3]。

### オイルフェンス展張船
オイルフェンスを展張することを目的とした船舶で、自船内に保管したオイルフェンスを展張するものと、陸上や台船上に保管されたオイルフェンスを展張するものがある。